# 物理地址

在计算机科学中，物理地址（英語：physical address），也叫实地址（real address）、二进制地址（binary address），是指主存的某个可以讓数据总线訪問的特定存储单元的内存地址。
在和虚拟内存的计算机中，物理地址这个术语多用于区分虚拟地址。尤其是在使用内存管理单元（MMU）转换内存地址的计算机中，虚拟和物理地址分别指在经MMU转换之前和之后的地址。
在计算机网络中，物理地址有时又是MAC地址的同义词。这个地址实际上是用于数据链路层，而不是如它名字所指的物理层上的。

## 不对齐的寻址
根据计算机体系的不同，对内存的不对齐的访问对计算机的性能可能会有所损害。例如，像Intel 8086这种数据总线为16位的计算机，对偶数地址的访问会更有效率。在那种情况下，获取一个16位的值只要读一次内存以及在数据总线上传送一次数据。显然，如果那16位的值储存在奇数地址上，处理器实际上要读两次内存，即，一次用于读存储在低地址的部分，另一次读存储在高地址的部分；两次都要把读到的数据丢弃一半。